# ستيفن درو
ستيفن درو (بالإنجليزية: Stephen Drew) هو لاعب كرة قاعدة أمريكي، ولد في 16 مارس 1983 في هاهيرا في الولايات المتحدة.

## وصلات خارجية
- ستيفن درو على موقع دوري كرة القاعدة الرئيسي (الإنجليزية)
- ستيفن درو على موقعبيزبول رفرنس.كوم (الدوري الرئيسي) (الإنجليزية)
- ستيفن درو على موقعبيزبول رفرنس.كوم (الدوري الثانوي) (الإنجليزية)
- ستيفن درو على موقع إي إس بي إن.كوم (أم.أل.بي) (الإنجليزية)
- ستيفن درو على موقع مشجعي الرسوم البيانية (الإنجليزية)